# Bailey Olter
Bailey Olter (Atolón Mokil, 27 de marzo de 1932-Kolonia, 16 de febrero de 1999) fue un político de Micronesia.
Fue el tercer presidente del país desde el 11 de mayo de 1991 hasta el 8 de noviembre de 1996, cuando sufrió un ataque cardíaco, finalizando con su capacidad para ejercer el cargo, por lo que Jacob Nena, su vicepresidente, completó los dos años que le faltaban de mandato.